# La Grande Roue
Pour plus de détails, voir Fiche technique et Distribution.
La Grande Roue (titre original : Das Riesenrad) est un film allemand réalisé par Géza von Radványi et sorti en 1961.

## Synopsis
De l’empire austro-hongrois de la fin du XIXe siècle jusqu’à sa chute au début du XXe siècle, Elisabeth et Rudolf Hill (Maria Schell et O. W. Fischer), un couple aristocratique viennois, va connaître petits bonheurs et grands malheurs (Première Guerre mondiale et décès de leur fils) et être la proie des tentations qui guettent les êtres humains. Au-delà de leurs erreurs, les époux Hill resteront ensemble jusqu’au bout de leur « roue de la vie » telle l’immuable et festive grande roue du Prater de Vienne.

## Fiche technique
- Titre : La Grande Roue
- Titre original : Das Riesenrad
- Réalisation : Géza von Radványi assisté de Rudolf Nussgruber
- Scénario : Ladislas Fodor d’après la pièce de théâtre de Jan de Hartog, The Fourposter (1951)
- Musique : Hans-Martin Majewski
- Direction de la photographie : Friedl Behn-Grund
- Son : Clemens Tütsch
- Décors : Johannes Ott, Willi Schatz
- Costumes : Claudia Hahne-Herberg
- Montage : Jutta Hering
- Pays d'origine :  Allemagne de l'Ouest
- Langue de tournage : allemand
- Période de tournage : 13 février 1961 au 30 avril 1961
- Tournage extérieur : Vienne
- Studios : CCC-Studios Berlin-Spandau (Allemagne)
- Producteur : Artur Brauner
- Société de production : CCC Filmproduktion GmbH (Allemagne)
- Société de distribution : Les Films Fernand Rivers
- Format : noir et blanc — 1.33:1 — son monophonique — 35 mm
- Genre : comédie dramatique
- Durée : 110 minutes
- Dates de sortie : 
  - Juillet 1961 au Festival international du film de Moscou 
  - 25 août 1961 en  Allemagne de l'Ouest
  - 17 mai 1963 en  France
- Affiche : Guy-Gérard Noël (France)

## Distribution
- Maria Schell: Elisabeth von Hill
- O. W. Fischer: Rudolf von Hill
- Adrienne Gessner: Adele von Hill
- Rudolf Forster: Hofrat von Hill
- Doris Kirchner: Gusti, comtesse Wallburg
- Gregor von Rezzori: Le comte Wallburg
- Gusti Wolf: Gisela von Hill
- Alexander Trojan: Walter von Hill
- Anita Gutwell: Rita
- Frances Martin: Hansi
- Heinz Blau: Hubert von Hill
- Margitta Scherr: Fini Hill
- Rainer Brandt: Fähnrich Lothar Höpfner
- Margarete Hruby: Mathilde Riedl
- Karl Hellmer: Karl Riedl
- Max Wittmann: Dr. Blau
- Horst Janson: Harry
- Christian Doermer: Hubert von Hill jr.

## Distinction
- Festival international du film de Moscou 1961 : Géza von Radványi nommé pour le Grand Prix.

## Autour du film
- Remake du film The Four Poster d’Irving Reis, avec Lilli Palmer et Rex Harrison (1952).
- La pièce de théâtre originale de Jan de Hartog, The Fourposter, sera aussi adaptée en comédie musicale. Créée à Broadway en 1966 sous le titre I Do! I Do!, avec Robert Preston et Mary Martin.